# Pterynotus brianbaileyi
Pterynotus brianbaileyi is een slakkensoort uit de familie van de Muricidae. De wetenschappelijke naam van de soort is voor het eerst geldig gepubliceerd in 1984 door Mühlhäusser.